# 南沙側棘蟹
南沙側棘蟹（学名：Aulacolambrus whitei），原名南沙菱蟹 （Parthenope nanshaensis），为菱蟹科菱蟹亞科的动物，舊屬菱蟹属（Parthenope），今屬側棘蟹属（Aulacolambrus）。

## 分佈
在中国大陆，分布于南沙群岛等地，生活环境为海水，常生活于水深56米以及底质泥质沙。其生存的海拔上限为-56米。该物种的模式产地在南沙群岛。

## 外部連結
- 維基物種上的相關：南沙側棘蟹